# دونالد شتاينر
دونالد فريدريك شتاينر (بالإنجليزية: Donald F. Steiner)‏ (15 يوليو 1930 – 11 نوفمبر 2014) هو عالم كيمياء حيوية أمريكي وأستاذ في جامعة شيكاغو.

## الولادة والتعليم
ولد شتاينر في عام 1930 في ليما بولاية أوهايو. حصل على البكالوريوس في الكيمياء وعلم الحيوان من جامعة سينسيناتي في عام 1952. حصل على الماجستير في الكيمياء الحيوية من جامعة شيكاغو في عام 1956 ثم حصل على الدكتوراه من نفس الجامعة في عام 1956.

## البحث
عرف دونالد شتاينر لاكتشافاته طليعة الأنسولين، وهو هرمون يساعد الجسم على التحكم في استخدام السكر. وجد أن الأنسولين يتم توليفه من بروتين سلائف أكبر في خلايا بيتا في البنكرياس، وهذا أدى إلى توضيح كيفية عمل خلايا الجُزَيرَة، وكيف يتم توليف هورمونات الببتيد والتمثيل الأيضي. وقد اكتشف هو وزملاؤه بعض الإنزيمات التي تحوّل طليعة الإنسولين إلى الأنسولين، كما ابتكر طرقًا لقياس الأنسولين وسلائفه في المصل البشري.

## الجوائز
- في عام 1970 حصل على جائزة إرنست أوبنهايمر للغدد الصماء.
- في عام 1971 حصل على جائزة مؤسسة غيردنر الدولية.
- في عام 1976 حصل على ميدالية بانتنغ للإنجاز العلمي من جمعية السكري الأمريكية.
- في 1984/5 ، حصل على جائزة وولف في الطب.[3][4]
- في عام 1993 حصل على الدكتوراه الفخرية من كلية الطب في جامعة أوبسالا في السويد .[5]
- في عام 2014، حصل ميدالية خريجي جامعة شيكاغو.[6]